# تلمود بدون نقاب
تلمود بدون نقاب (انگلیسی: The Talmud Unmasked) کتابی است که در سال ۱۸۹۲ توسط جاستیناس بوناونتور پرانایتیس نوشته شده‌است. این کتاب که امروزه یهودستیزانه دانسته می‌شود دارای بخشهایی از کتابهای تلمود و زوهر است که در آن
نشان داده شود که یهودیت از غیریهودیان (جنتیلها) متنفر است و تلاش برای نابودی آنان می‌کند. پرانایتیس در نوشتن این کتاب از کتابهای جیکوب اکر و آوگوست رولینگ کمک گرفت.

## بخشهای کتاب
تلمود بدون نقاب دارای بخشهایی از تلمود، زوهر و دیگر کتب یهودی است که نشان می‌دهد:
- یهودیان غیریهودیان (جنتیلها) را در حد حیوانات می‌دانند.
- تلمود دارای بخشهای کفرآمیز نسبت به عیسی مسیح و بخشهای ضدمسیحی است.
- یهودیت از غیریهودیان (جنتیلها) متنفر است.
- تلمود به یهودیان توصیه می‌کند به هر طریق ممکن به مسیحیان ضربه بزنند. این روشها از قتل و دزدی کوتاهی نکرده و مرگ مسیحیان مانند قربانی حیوانات در معبد یهودیان است که باعث تسریع درآمدن مسیح موعود یهودیان (ضدمسیح) خواهد شد.

## ساختار
کتاب به دو فصل اصلی تقسیم شده‌است. ساختار کتاب به شرح زیر است:
- فصل اول: از مسیحیان باید دوری جست

1. مسیحیان دارای لیاقت برای معاشرت با یهودیان نیستند.
2. مسیحیان نجس هستند.
3. مسیحیان بت‌پرست هستند.
4. مسیحیان شیطانی هستند.

- فصل دوم:مسیحیان باید نابود شوند.
  - بخش اول: مسیحیان به‌طور غیرمستقیم نابود شوند.

1. به وسیله کمک نکردن به آنان.
2. به وسیله خراب کردن کارهایشان.
3. به وسیله فریب دادن آنان به کمک قانون.
4. به وسیله اشیایی که برای زندگی لازم است.

- - بخش دوم: مسیحیان به‌طور مستقیم نابود شوند.

1. مرتدها کشته شوند.
2. کفار.
3. شاهزادگان آنان به خصوص شاهزاده رم (پاپ) نابود شود.
4. تمامی مسیحیان کشته شوند.
5. کشتن یک مسیحی قربانی مورد قبول خداوند است.
6. بهشت به کسانی که مسیحیان را بکشند قول داده شده‌است.
7. در تمامی اعیاد می‌توان یک مسیحی را سر برید.
8. مسیح ما منتقم خواهد بود.
9. دعاهای یهودیان علیه مسیحیان.
10. دعاهای مسیحیان برای یهودیان.